# اپونا

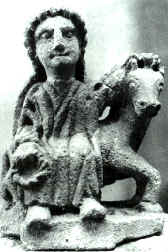
اپونا سوار بر اسب

اپونا از ایزدبانوان اقوام سلت باستان پیش از مسیحیت می‌باشد. او نیمتاجی بر سر و جامه گشاد و چینداری بر تن دارد و همیشه در حالتی تصویر می‌شود که از پهلو یا یک‌وری بر اسبش نشسته‌است و گاهی نمادهایی مثل شاخ فراوانی به همراه دارد. اپوس در زبان‌های سلتی به معنای اسب است. آیین پرستش او وارد روم شد و در هجدهم دسامبر جشنواره‌ای به افتخار او بر پا می‌شد.